# مورتارا
مورتارا (به ایتالیایی: Mortara) یک کومونه در ایتالیا است که در استان پاویا واقع شده‌است.

## خصوصیات
مورتارا ۵۲ کیلومترمربع مساحت و ۱۵٬۳۲۵ نفر جمعیت دارد و ۱۰۸ متر بالاتر از سطح دریا واقع شده‌است.